# Хуторянинъ
«Хуторянинъ» — російськомовний сільськогосподарський тижневик, орган Полтавського сільськогосподарського товариства; приділяв увагу також справам кооперації. Передплачувався у 56 губернія та областях Російської імперії.
Виходив у 1896—1917 роках у Полтаві. 
Перший номер вийшов 26 травня 1896 р. 
Останній номер  «Хуторянина» побачив світ  у грудні 1917 р. За часів Гетьманської держави була спроба відновлення журналу. Загальні збори членів Полтавського сільськогосподарського товариства восени 1918 р. ухвалили відновлення його випуску в 1919 р. Тоді ж було прийнято рішення: мова журналу – українська, статті друкуються мовою авторів. Слід зазначити, що ще наприкінці 1915 р. редакційний комітет журналу порушив питання внесення змін до програми додатків й запропонував друкувати статті не тільки російською, а й українською мовами. Губернською адміністрацією це було заборонено. Тільки в № 13 за 9 квітня 1917 р. на шпальтах додатку «Неделя «Хуторянина» з’явились перші публікації політичного характеру українською мовою. Суспільні події 1918 – 1919 рр. зробили неможливим відновлення видання журналу.

## Тематика
«Хуторянин» був різноплановим, комплексним виданням. На його сторінках викладалися статті та повідомлення з питань сільського господарства, промисловості та торгівлі, економічні, технічні, а також хроніка, огляди та прогнози погоди, оголошення, інше. Тут друкувались класики природничих і сільськогосподарських наук: В.В. Докучаєв, В.І. Вернадський, М.І. Вавилов, А.Є. Зайкевич, О.Н. Соколовський, О.О. Ізмаїльський, Є.В. Оппоков, Л.П. Симиренко, М.П. Чирвинський. 
Так,  у 1897 р. у «Хуторянині» була надрукована стаття В.І. Вернадського «Ознаки залізної руди в Полтавській губернії», у якій вчений довів існування магнітної аномалії поблизу Кременчука. 
Вперше, в 1900 р., в цьому журналі були опубліковані публічні лекції з ґрунтознавства, прочитані В.В. Докучаєвим у залі Полтавського губернського земства для статистиків, науковців, фахівців різних професій Полтави та інших міст і губерній. 
Перші три експериментальні наукові статті М.І. Вавилова, присвячені питанням боротьби з хворобами сільськогосподарських культур та бур’янами, побачили світ у «Хуторянині» в 1910 р.
Газета, з виразно проукраїнськими тенденціями, ширила серед населення як безплатний додаток укр. кн. госп. змісту (серед інших книжка Є.Чикаленка «Розмови про сільське хазяйство» та інше).

## Додатки
З 1909 р. почали видаватись збірники сільськогосподарських статей під назвою «Календарь «Хуторянина». З початком Першої світової війни у вересні 1914 р. «Хуторянин» включав щотижневий додаток «Великая Европейская война» з ілюстраціями та картою військових дій,  згодом цей додаток називався «Великая война» (1915 – 1917). Короткий час (з 9 квітня до 17 вересня 1917 р. виходив додаток «Неделя «Хуторянина», який був присвячений висвітленню поточних подій.

## Редактори
Одним з редакторів «Хуторянина» був Д. Квітка.

Згодом цю посаду обіймали П. Малама, П. Гриневич, П. Ганько, А. Шимков, Д. Ярошевич.

## Тираж
Цей ілюстрований часопис мав обсяг близько двох друкованих аркушів, наклад понад 10 тисяч примірників. Щорічно виходило 52 номери (винятки 1916 р. та 1917 р.). 

## Нагороди
У 1909 р. на ІV виставці садівництва Ростовське-на-Дону товариство садівництва присудило «Календарю» й журналу «Хуторянин» малу Золоту медаль, а на Південно-Російській виставці в Катеринославі в 1910 р. з усіх сільськогосподарських журналів тільки редакція «Хуторянина» отримала Золоту медаль.